# Boicottaggio anti-nazista del 1933

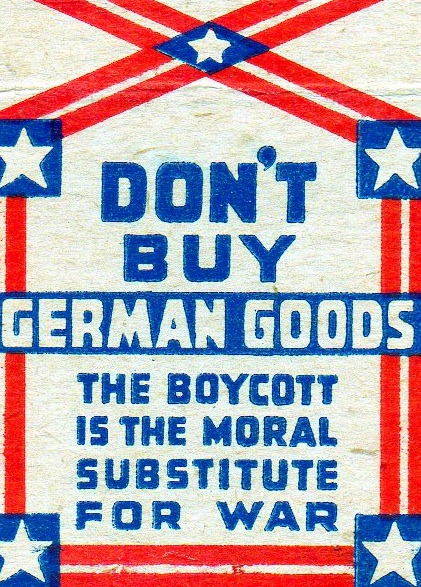
La copertina di una bustina di fiammiferi pubblicata dalla Lega anti-nazista non settaria per pubblicizzare il boicottaggio

Il boicottaggio anti-nazista del 1933 fu un boicottaggio internazionale di prodotti tedeschi in risposta alle violenze ed alle molestie da parte dei membri del partito nazista di Hitler contro gli ebrei in seguito alla sua nomina a cancelliere della Germania il 30 gennaio 1933. Esempi di violenze e molestie naziste includevano distruzione e danneggiamento di proprietà private e commerciali ebraiche, il picchettaggio, l'intimidazione dei clienti, l'umiliazione e le aggressioni. Il boicottaggio venne guidato da alcune organizzazioni ebraiche, ma venne contrastato da altre.

## Eventi in Germania
Dopo la nomina di Adolf Hitler alla carica di cancelliere tedesco nel gennaio del 1933, il partito nazista intraprese una campagna organizzata di violenza e boicottaggio contro le imprese ebraiche. Il boicottaggio antiebraico venne tollerato e forse organizzato dal regime, con Hermann Göring che affermava che "dovrò impiegare la polizia e senza pietà, ovunque i tedeschi vengano feriti, ma mi rifiuto di trasformare la polizia in una guardia per i negozi ebraici".
La Centralverein deutscher Staatsbürger jüdischen Glaubens (Associazione Centrale Ebraica della Germania) si sentì obbligata a rilasciare una dichiarazione di sostegno al regime e sostenne che "le autorità governative responsabili [cioè il regime di Hitler] non sono consapevoli della situazione minacciosa", dichiarando che "non crediamo che i nostri concittadini tedeschi si lasceranno trasportare a commettere eccessi contro gli ebrei ". I principali imprenditori ebrei scrissero lettere a sostegno del regime nazista, invitando i funzionari della comunità ebraica in Palestina, così come le organizzazioni ebraiche all'estero, ad abbandonare gli sforzi per organizzare un boicottaggio economico. Anche l'Associazione degli ebrei nazionalisti tedeschi, un gruppo marginale che aveva sostenuto Hitler nei suoi primi anni, si schierò contro il boicottaggio ebraico delle merci tedesche.

## Stati Uniti e Regno Unito: i piani per un boicottaggio
In Gran Bretagna il movimento per il boicottaggio delle merci tedesche venne contrastato dal Board of Deputies of British Jews conservatore. Negli Stati Uniti un comitato di boicottaggio venne istituito dall'American Jewish Congress (AJC), con l'astensione del B'nai B'rith e dell'American Jewish Committee. A quel punto, erano d'accordo sul fatto che ulteriori proteste pubbliche avrebbero potuto danneggiare gli ebrei della Germania.
Gli incessanti attacchi nazisti contro gli ebrei in Germania nelle settimane successive portarono l'American Jewish Congress a riconsiderare la sua opposizione alle proteste pubbliche. In una controversa riunione di quattro ore tenutasi all'Hotel Astor di New York City il 20 marzo 1933, 1.500 rappresentanti di varie organizzazioni ebraiche s'incontrarono per prendere in considerazione una proposta dell'American Jewish Congress di tenere una riunione di protesta al Madison Square Garden il 27 marzo 1933. Altre 1.000 persone che tentarono di partecipare alla riunione vennero trattenute dalla polizia.
I giudici della Corte suprema di New York Joseph M. Proskauer e James N. Rosenberg si espressero contro una proposta di boicottaggio delle merci tedesche presentata da J. George Freedman dei veterani di guerra ebrei. Proskauer espresse la sua preoccupazione di "causare più problemi agli ebrei in Germania con un'azione non intelligente", protestando contro i piani e leggendo una lettera del giudice Irving Lehman che avvertiva che "l'incontro potrebbe aumentare i terribili pericoli degli ebrei in Germania". Il presidente onorario, il rabbino Stephen Samuel Wise rispose a Proskauer e Rosenberg, criticando la loro incapacità di partecipare alle precedenti riunioni dell'AJC e insistendo sul fatto che "nessuna attenzione verrebbe prestata all'editto" se le proteste di massa fossero state respinte come tattica. Wise affermò che "Il tempo della prudenza e della cautela è passato. Dobbiamo parlare come uomini. Come possiamo chiedere ai nostri amici cristiani di alzare la voce in segno di protesta contro i torti subiti dagli ebrei se rimaniamo in silenzio? [...] Quanto sta succedendo in Germania oggi può accadere domani in qualsiasi altro paese della terra, a meno che non venga sfidato e rimproverato. Non sono gli ebrei tedeschi ad essere attaccati. Sono gli ebrei". Caratterizzò il boicottaggio come un imperativo morale, affermando: "Dobbiamo parlare apertamente" e che "se ciò è inutile, almeno avremo parlato". Il gruppo votò per andare avanti con l'incontro al Madison Square Garden.
In una riunione tenutasi all'Hotel Knickerbocker il 21 marzo dai Jewish War Veterans of the United States of America, l'ex membro del Congresso William W. Cohen sostenne un severo boicottaggio delle merci tedesche, affermando che "qualsiasi ebreo compri un centesimo di merce prodotta in Germania è un traditore della sua gente". I veterani di guerra ebrei pianificarono una marcia di protesta a Manhattan da Cooper Square al Municipio di New York, a cui avrebbero partecipato 20.000 persone, inclusi veterani ebrei in uniforme, senza striscioni o cartelli consentiti diversi da quelli americani e dalle bandiere ebraiche.

## 27 marzo 1933: un giorno nazionale di protesta
Una serie di manifestazioni di protesta si tennero il 27 marzo 1933, con la manifestazione di New York tenutasi al Madison Square Garden con una folla straripante di 55.000 persone dentro e fuori l'arena ed eventi paralleli tenuti a Baltimora, Boston, Chicago, Cleveland, Philadelphia e altre 70 località, con gli atti del raduno di New York trasmessi in tutto il mondo. I relatori del Garden includevano il presidente dell'American Federation of Labor William Green, il senatore Robert F. Wagner, l'ex Governatore di New York Al Smith e un certo numero di sacerdoti cristiani, uniti in un appello per la fine del trattamento brutale degli ebrei tedeschi. Il rabbino Moses S. Margolies, capo spirituale della Congregazione Kehilath Jeshurun di Manhattan, si alzò dal suo capezzale per rivolgersi alla folla, portando le 20.000 persone all'interno ad alzarsi in piedi con le sue preghiere affinché cessasse la persecuzione antisemita e si addolcisse il cuore dei nemici d'Israele. Le organizzazioni ebraiche, tra cui l'American Jewish Congress, l'American League for Defense of Jewish Rights, il B'nai B'rith, il Jewish Labor Committee e i Jewish War Veterans - si unirono in un appello per il boicottaggio delle merci tedesche.

## Il boicottaggio
Il boicottaggio iniziò nel marzo 1933 sia in Europa che negli Stati Uniti e continuò fino all'entrata in guerra degli Stati Uniti il 7 dicembre 1941.
Nel luglio 1933, il boicottaggio aveva costretto alle dimissioni del consiglio di amministrazione della Hamburg America Line. Le importazioni tedesche negli Stati Uniti vennero ridotte di quasi un quarto rispetto all'anno precedente e l'impatto gravò pesantemente sul regime. Joseph Goebbels espresse che era motivo di "molta preoccupazione" al primo raduno del partito di Norimberga quell'agosto. Il boicottaggio fu forse più efficace nel mandato della Palestina, specialmente contro le aziende farmaceutiche tedesche quando quasi due terzi dei 652 medici ebrei praticanti in Palestina smisero di prescrivere medicinali tedeschi.
Un evento significativo nel boicottaggio ebbe luogo il 15 marzo 1937 quando una manifestazione per il "Boicottaggio della Germania nazista" si tenne al Madison Square Garden a New York City.
Sia all'interno che all'esterno della Germania, il boicottaggio venne visto come una reazione "reattiva [e] aggressiva" dalla comunità ebraica in risposta alle persecuzioni del regime nazista; il Daily Express, un quotidiano britannico, pubblicò un titolo il 24 marzo 1933 in cui si affermava che "la Giudea dichiara guerra alla Germania".

## Il contro-boicottaggio nazista

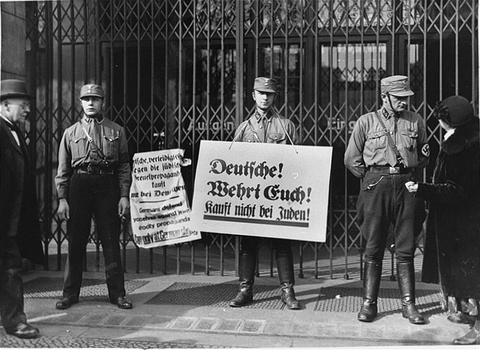
Paramilitari delle SA a Berlino il 1º aprile 1933, con i cartelli di boicottaggio, bloccano l'ingresso di un negozio di proprietà ebraica. I cartelli dicono "Tedeschi! Difendetevi! Non comprate dagli ebrei!"

I funzionari nazisti denunciarono le proteste come calunnie contro i nazisti perpetrate da "ebrei di origine tedesca", con il ministro della Propaganda Joseph Goebbels che proclamò che una serie di "brusche contromisure" sarebbero state prese contro gli ebrei della Germania in risposta alle proteste degli ebrei americani. Goebbels annunciò un suo boicottaggio delle imprese ebraiche in Germania di un giorno che avrebbe avuto luogo il 1º aprile 1933, che sarebbe stato revocato se le proteste antinaziste fossero state sospese. Fu il primo boicottaggio anti-ebraico sancito ufficialmente dal governo tedesco. Se le proteste non fossero cessate, Goebbels avvertì che "il boicottaggio sarà ripreso [...] fino a quando gli ebrei tedeschi non verranno annientati."
Il boicottaggio nazista del commercio ebraico, minacciato da Goebbels, vide le camicie brune delle SA collocate davanti ai grandi magazzini di proprietà ebraica, agli esercizi commerciali e agli studi professionali. La stella di David venne dipinta in giallo e nero sugli ingressi e sulle finestre dei negozi e vennero affissi cartelli che dicevano: "Non acquistare dagli ebrei!" (Kauf nicht bei Juden!) e "Gli ebrei sono la nostra disgrazia!" (Die Juden sind unser Unglück!). Nonostante la violenza fisica contro gli ebrei e gli assalti agli immobili di proprietà ebraica di quei giorni, la polizia intervenne solo raramente.

## Conseguenze
Il boicottaggio, invece di ridurre le molestie degli ebrei in Germania, fu uno dei preludi alla distruzione degli ebrei durante l'Olocausto.
L'accordo dell'Haavara, insieme alla minore dipendenza dal commercio con l'Occidente, nel 1937 aveva largamente negato gli effetti del boicottaggio ebraico sulla Germania.
Una convenzione sociale onorata in modo non uniforme tra gli ebrei americani durante il XX e l'inizio del XXI secolo fu il boicottaggio dei prodotti Volkswagen, Mercedes-Benz e BMW, presumendo che i produttori avessero legami con lo sforzo bellico nazista.